# Федеральна канцелярія Швейцарії
Федеральна канцелярія Швейцарії — частина Федеральної адміністрації Швейцарії, що виконує роль такого собі "офісу президента" та завідує кадрами всього швейцарського федерального уряду. Канцелярія допомагає Федеральній раді ухвалювати поінформовані і виважені рішення та інформувати про них інші органи влади і суспільство. Канцелярія також займається організацією федеральних виборів і референдумів та верифікує законність законодавчих ініціатив й ініціатив з проведення референдумів. Федеральна канцелярія є найстарішим федеральним органом влади в країні.
Очолює цей орган Федеральний канцлер, якого обирають обидві палати Федеральних зборів Швейцарії, одночасно і за тією ж процедурою, що і всіх членів Федеральної ради. Посаду з 2024 року обіймає Віктор Россі.

## Функції
Серед багатьох функцій Федеральної канцелярії можна виділити такі:
- Надання членам Федеральної ради інформації, необхідної для ухвалення рішень
- Підготовка проєктів рішень Федеральної ради та їх публікація, роз'яснення їх суті.
- Публікація новоухвалених законів та всіх законодавчих текстів у Федеральній газеті та Офіційному віснику, ведення парламентської бібліотеки.
- Моніторинг національних та міжнародних подій та видання рекомендацій щодо реакції на них.
- Планування роботи Федеральної ради, контроль та звітування щодо дотримання плану.
- Допомога Федеральному президенту у виконанні ним чи нею своїх функцій, забезпечення передачі справ від попереднього президента до наступного.
- Організація щомісячних нарад державних секретарів федеральних департаментів, з метою забезпечення координації їх роботи.
- Організація федеральних виборів та референдумів, надання інформації щодо процедури ініціації референдуму чи народної законодавчої ініціативи.
- Допомога кантонам в організації онлайн-голосування на виборах чи референдумах.
- Забезпечення багатомовності федерального законодавства та інших документів: переклад всіх документів німецькою, французькою та італійською, в деяких випадках також ретороманською та англійською.
- Організація прийому іноземних посадовців в офіційних резиденціях швейцарського уряду.

## Історія
Федеральна канцелярія була заснована відповідно до Акту посередництва 1803 року, виданого Наполеоном. До цього моменту всі ті функції, які тепер виконувала новостворена Федеральна канцелярія, виконувала канцелярія того кантону, в якому розташовувався уряд (нім. tagsatzung) Старої Швейцарської Конфедерації. До утворення Швейцарської Конфедерації в її нинішньому вигляді в 1848 році, Федеральна канцелярія була одним із небагатьох постійних органів влади конфедерації. В перші роки свого існування Федеральна канцелярія займалася веденням протоколу і порядку денного уряду конфедерації, публікацією його рішень, кореспонденцією з кантонами та з іноземними державами, веденням Федерального архіву.
В 1848 році канцелярія була введена до складу новоствореного Федерального департаменту внутрішніх справ Швейцарії, звідти в 1895 році була переведена до Федерального департаменту закордонних справ Швейцарії і в 1967 році стала незалежним органом.
Протягом 19-го сторіччя Канцлер та Віцеканцлер проживали в тій же будівлі, де розташовувались робочі приміщення Федеральної канцелярії. В перші десятиляття свого існування Федеральна канцелярія розташовувалась в тому кантоні, який головував в уряді. Головуючий кантон змінювався щороку, і тому Федеральній канцелярії доводилось щороку переїзжати на нове місце. В 1857 році було збудоване західне крило Федерального палацу в Берні і Федеральна канцелярія переїхала туди на постійно, там і залишається донині.
В 1850 році штат Федеральної канцелярії складався з 14 осіб: Канцлер, Віцеканцлер, архівіст, реєстратор, 2 секретарі, 3 перекладачі та 5 копіювальників.

## Організація
Федеральна канцелярія розділена на окремі сектори, три з них очолюються Канцлером та двома віцеканцлерами. Федеральний канцлер є формальним головою Сектору Федерального канцлера. Два сектори очолюються віцеканцлерами. Один із них є головою Сектора Федеральної ради, який займається її порядком денним. Інший віцеканцлер очолює Сектор комунікацій та стратегії, а також з 2000 року є також речником Федеральної канцелярії.
Федеральний комісар з інформаційної політики та захисту персональних даних є незалежним у своїй діяльності, але адміністративно належить до Федеральної канцелярії. Він здійснює нагляд за діяльністю органів влади та приватних структур у сфері захисту персональних даних та забезпечення свободи інформації.

## Посади

### Федеральний канцлер
Федеральний канцлер обирається на посаду обома палатами парламенту на чотирирічний термін, зазвичай одночасно з виборами членів Федеральної ради. На момент заснування ця посада була дуже впливовою, але до початку 20-го сторіччя вона стала місцем почесної пенсії для видатних державних службовців. Важливість і впливовість цієї посади була відновлена в 1967 році після скандалу із закупівлею бойових літаків "Міраж", коли парламентська комісія з'ясувала, що тодішній канцлер підписав документи на їх закупівлю за явно надмірною ціною, особливо не вникаючи в суть цих документів. З цього моменту до посади Федерального канцлера перестали ставитися як до церемоніальної ролі.

### Віцеканцлери
Посада Федерального секретаря (нім. Bundesschreiber) була заснована в 1851 році, а в 1881 році була перейменована на Віцеканцлера. Для забезпечення балансу в мовному та географічному представництві, з 1895 року існує традиція призначати другим Віцеканцлером людину з франкомовного кантону, якщо Федеральним канцлером та одним із віцеканцлерів були призначені люди із німецькомовного кантону. Посада другого Віцеканцлера стала постійною в 1967 році.
На відміну від Федерального канцлера, віцеканцлери призначаються напряму Федеральною радою.
Один із віцеканцлерів виконує функції речника Федеральної канцелярії, зокрема він проводить пресконференцію після кожного засідання Федеральної ради.

## Структура
Структура Федеральної канцелярії станом на 1 липня 2021 року:
- Офіс Федерального канцлера
- Сектор Федерального канцлера
  - Відділ політичних прав - відповідає за забезпечення політичних прав, підготовки федеральних виборів та референдумів, допомогу із запровадження електронного голосування в кантонах.
- Сектор Федеральної ради
  - Відділ справ Федеральної ради - організовує засідання Федеральної ради, складає її порядок денний.
  - Юридичний відділ
  - Центр офіційних публікацій
  - Відділ німецької мови Центральної мовної служби
  - Відділ французької мови Центральної мовної служби
  - Відділ італійської мови Центральної мовної служби
  - Відділ термінології Центральної мовної служби - забезпечує наявність точної та актуальної термінології, якою послуговується Федеральна адміністрація, всіма чотирма офіційними мовами Швейцарії, а також англійською.
- Сектор комунікацій та стратегії
  - Відділ президентського протоколу
  - Відділ комунікацій - координує комунікацію Федеральної ради із засобами масової інформації, суспільством, кантонами та парламентом.
  - Відділ комунікаційної підтримки - консультує та надає підтримку Федеральній адміністрації в усіх питаннях, пов'язаних із комунікацією, а також створює широкий спектр комунікаційних продуктів.
  - Відділ підтримки стратегічного менеджменту - складає плани роботи Федеральної ради та звіти щодо її діяльності, проводить тренування із кризового менеджменту для Федеральної адміністрації.
- Сектор ресурсів
  - Відділ безпекової перевірки персоналу - здійснює безпекову перевірку осіб, які подаються на керівні посади у Федеральній адміністрації.
  - Відділ людських ресурсів, фінансів та контролю
  - Відділ цифрових послуг - надає технологічну та телекомунікаційну підтримку Федеральній канцелярії.
  - Відділ ділового адміністрування, безпеки та інфраструктури
- Сектор цифрової трансформації та інформаційно-комунікаційних технологій
  - Фонд «Digital Switzerland»
  - Відділ трансформації та сумісності
  - Відділ цифрових стандартів
  - Відділ послуг з діджиталізації
- Федеральний комісар з інформаційної політики та захисту персональних даних